# Update Fitness
Die update Fitness AG ist eine Schweizer Fitnessstudiokette mit Hauptsitz in Münchwilen im Ostschweizer Kanton Thurgau mit mehr als 80 Standorten und 1200 Mitarbeitern.

## Geschichte
update Fitness wurde 1997 von Andrej Ammann und seinem Bruder Michael Ammann in Wittenbach im Kanton St. Gallen gegründet. Dabei war schon von Beginn an eine Schwester der Brüder Ammanns beteiligt. Die Brüder kommen ursprünglich aus der Gemeinde Berg SG. Seit April 2016 befindet sich die update Fitness AG mehrheitlich im Besitz von Coop.

## Standorte
Das Unternehmen ist über die Jahre hinweg laufend gewachsen. Update Fitness zählt im Januar 2025 rund 80 Standorte in der Schweiz und im Fürstentum Liechtenstein.
| Aadorf                 |
| Aarau                  |
| Arbon                  |
| Allschwil              |
| Altdorf                |
| Altstätten             |
| Amriswil               |
| Appenzell              |
| Baden                  |
| Balsthal               |
| Basel Bahnhof          |
| Basel Dreispitz        |
| Basel Gundeli          |
| Bellach                |
| Bern Marktgasse        |
| Bern Marzili           |
| Bern Schönburg         |
| Binningen              |
| Bischofszell           |
| Buchs                  |
| Chur                   |
| Frauenfeld             |
| Feuerthalen            |
| Fribourg Givisiez      |
| Gossau                 |
| Grosshöchstetten       |
| Heerbrugg              |
| Herisau                |
| Kreuzlingen            |
| Landquart              |
| Langenthal             |
| Laufen                 |
| Lausanne Grancy        |
| Lausanne Sévelin       |
| Lausanne Chauderon     |
| Luzern                 |
| Möhlin                 |
| Münchenstein           |
| Münchwilen (Hauptsitz) |
| Muttenz                |
| Neuhausen              |
| Oberburg bei Burgdorf  |
| Oberwil                |
| Ostermundigen          |
| Reinach AG             |
| Root                   |
| Rorschach              |
| St. Gallen Ost         |
| St. Gallen West        |
| St. Gallen Central     |
| St. Gallen Espenmoos   |
| St. Gallen Gallusmarkt |
| St. Gallen Bahnhof     |
| St. Moritz Dorf        |
| St. Moritz Platz       |
| Sursee                 |
| Teufen                 |
| Thun                   |
| Uzwil                  |
| Vaduz                  |
| Wattwil                |
| Weinfelden Ost         |
| Weinfelden Süd         |
| Wettingen              |
| Wil                    |
| Winterthur             |
| Wittenbach             |
| Worb                   |
| Zofingen               |
| Zunzgen                |
| Zuzwil                 |
| Zürich Central         |

## Fernbetreuung

### Methode
2019 startete update Fitness ein Projekt, Fitnessstudios in Randzeiten fernzubetreuen. Dabei sitzt ein Trainer in einer Zentrale und betreut die Gäste über einen Bildschirm. Diese Methode kommt vor allem zu Randzeiten zum Einsatz, wenn kein Personal vor Ort sein kann. Dies ermöglicht längere Öffnungszeiten und mehr Flexibilität für die Gäste. 2019 ging die erste Fernbetreuungszentrale im St. Galler Gossau in Betrieb.

### Kritik
Kritiker der Fernbetreuungsmethode haben vor allem Bedenken bezüglich des Datenschutzes. update Fitness versichert allerdings, es würden keine Bilder aufgezeichnet.
Auch die fachliche Sinnhaftigkeit der Fernbetreuungsmethode wird von Kritikern infrage gestellt, die der Meinung sind, besonders für unerfahrene Sportler seien Hilfestellung oder genaue Erklärungen bei bestimmten Geräten erforderlich, die nur durch einen vor Ort anwesenden Trainer gewährleistet werden können.

## Weitere Projekte
update Fitness betreibt eine eigene Schule mit dem Namen «update Akademie». Leiter ist der ehemalige Fussballprofi Markus Gsell. An der Schule werden Fitnessinstruktoren und Fitnesstrainer ausgebildet.
Neben gewöhnlichen Studios betreibt update Fitness Leistungszentren für Spitzen- und Profisportler. So nutzen z. B. die Fussballer des FC St. Gallen das Leistungszentrum in Gossau. Des Weiteren bietet update Fitness im eigenen Onlineshop „update Nutrition“ hochwertige Sportnahrung und Trainingsutensilien an.